# Конан Осирис
Тиагу Эмануэл да Силва Миранда (порт. Tiago Emanuel da Silva Miranda; род. 5 января 1989), более известный под сценическим псевдонимом Конан Осирис (порт. Conan Osíris) — португальский певец. Получил национальное признание после того, как представил свою песню «Telemóveis», с которой победил в «Festival da Canção» 2 марта 2019 года, благодаря чему получил право представлять Португалию на конкурсе песни «Евровидение-2019» в Тель-Авиве. Песня «Telemóveis» вошла в топ португальских трендов Youtube и Spotify сразу после того, как была опубликована в интернете.
Его сценическое имя основано на древнеегипетском боге Осирисе и японском аниме-сериале Future Boy Conan.

## Биография
Он родился в Лиссабоне и жил в Касене в течение нескольких лет после того, как окончил школу. Сегодня Конан живёт в Лиссабоне.
В 2010 году окончил Политехнический Институт города Каштелу-Бранку по специальности "Графический дизайн". В институте он познакомился с Ребен де Са Осорио, который стал его личным дизайнером.
Он работал в одном из магазинов самой известной португальской сети секс-шоп ContraNatura в Лиссабоне.